# Albillos
Albillos est une commune d'Espagne dans la communauté autonome de Castille-et-León, province de Burgos.  Elle s'étend sur 12,36 km2 et comptait environ 223 habitants en 2014.